# Station Neukloster (Kr Stade)
Station Neukloster (Kr Stade) (Bahnhof Neukloster (Kr Stade)) is een spoorwegstation in de Duitse plaats Neukloster, gemeente Buxtehude, in de deelstaat Nedersaksen. Het station ligt aan de spoorlijn Lehrte - Cuxhaven. Het station telt twee perronsporen. Op het station stoppen alleen treinen van de S-Bahn Hamburg.

## Treinverbindingen
De volgende treinserie doet station Neukloster aan:
| Serie | Treinsoort        | Route | Bijzonderheden |
| ----- | ----------------- | --- | -------------- |
|       | S-Bahn (DB Regio) | Elbgaustraße – Eidelstedt – Dammtor – Hauptbahnhof – Harburg – Harburg Rathaus – Neugraben – Buxtehude – Stade |                |